# Le acque del Niagara
Le acque del Niagara è un film per la televisione del 1982 diretto da Glenn Jordan ed ispirato alla storia vera dell'attivista Lois Gibbs, madre di una famiglia normale.

## Trama
Fino al giorno in cui i medici, visitando il figlio più piccolo, gli diagnosticano una leucemia. In realtà il ragazzo ha subito la contaminazione degli scarichi industriali di uno stabilimento di prodotti chimici, situato nei pressi della loro abitazione. Lois comincia così una strenua e lunga battaglia contro i responsabili.